# Elektroprivreda Srbije
Pour les articles homonymes, voir EPS.
Elektroprivreda Srbije (en serbe cyrillique : Електропривреда Србије), en abrégé EPS (ЕПС), est la plus importante compagnie d'énergie de Serbie et la deuxième plus importante entreprise du pays après la Naftna industrija Srbije (NIS)[réf. nécessaire].
Elektroprivreda Srbije signifie « Industrie électrique de Serbie ».

## Présentation
Elektroprivreda Srbije dispose d'une puissance installée de 8 359 MW, dont 5 171 MW produits par des centrales thermiques au charbon, 2 835 MW dans des centrales hydroélectriques et 353 MW par des centrales alimentées au gaz ou au pétrole ; en 2010, l'ensemble des centrales a produit 35,855 GWh d'électricité.

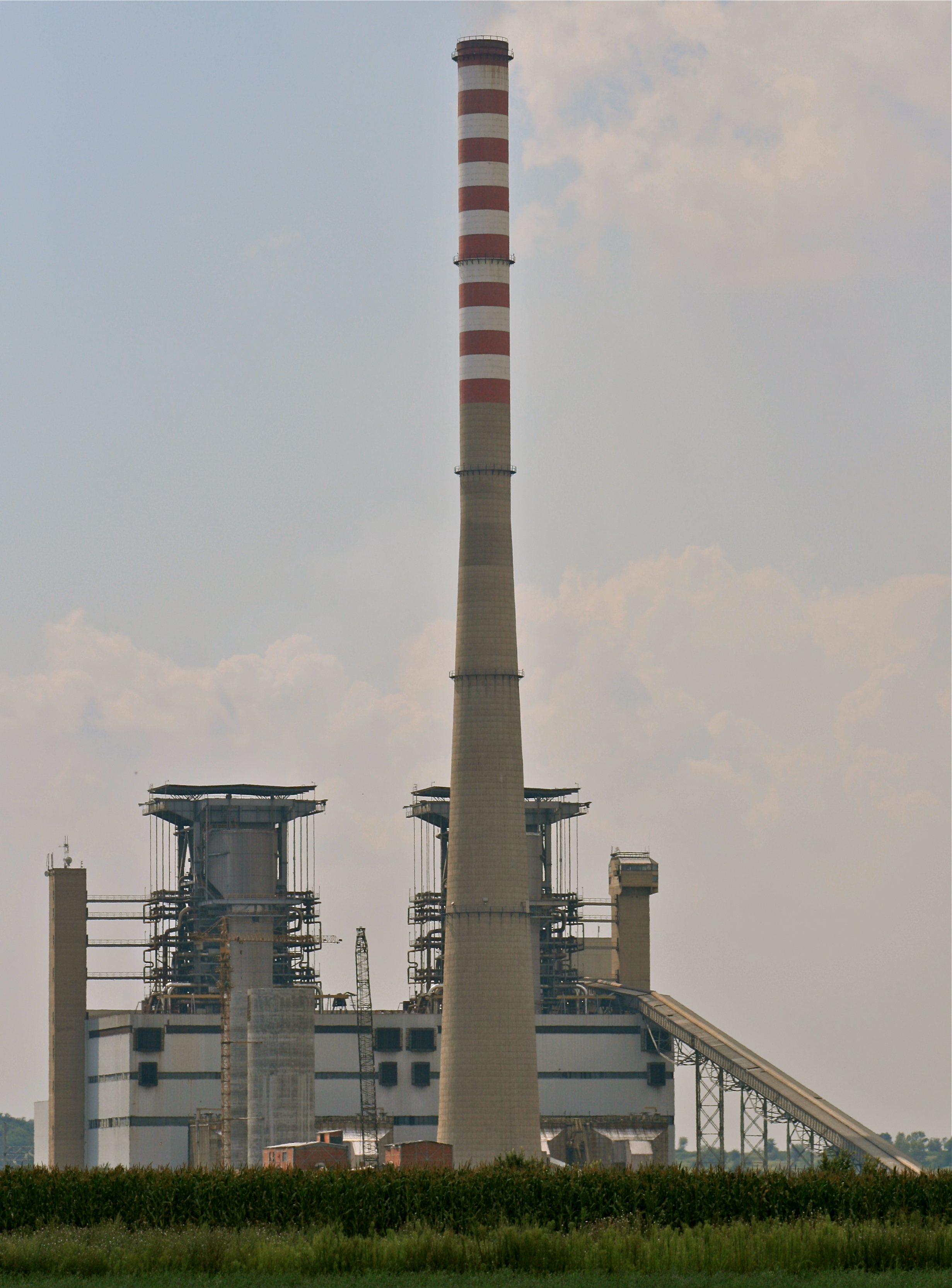
La centrale thermique de Kostolac
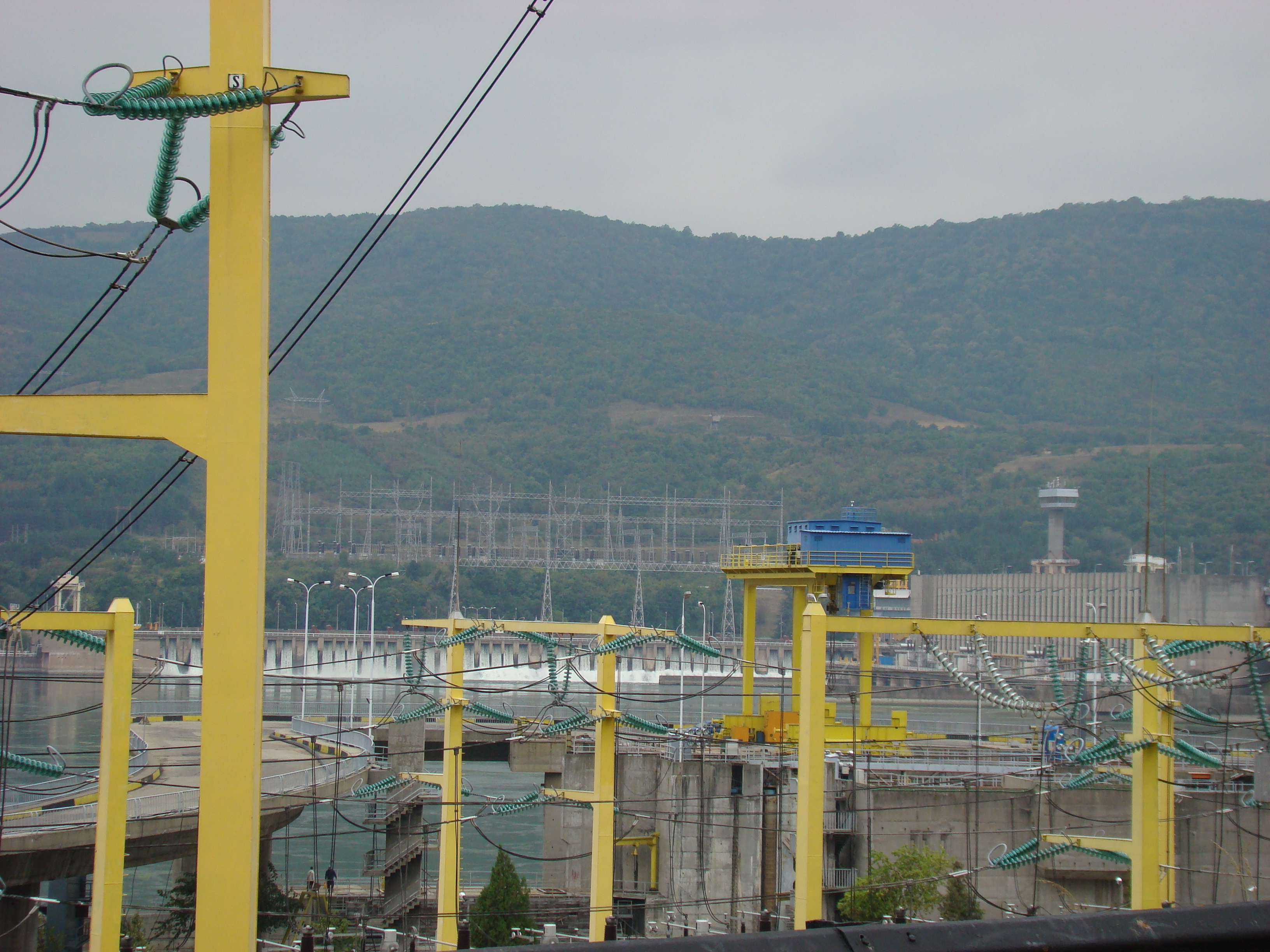
La centrale hydroélectrique de Đerdap I

EPS est également le plus important producteur de lignite en Serbie, avec des mines situées dans les bassins de la Kolubara et de Kostolac ; elle peut en extraire environ 38 millions de tonnes par an.
La compagnie distribue de l'électricité à 3 499 358 foyers en Serbie.